# Георг III фон Лайзниг
Георг III фон Лайзниг (на немски: Georg III. Burggraf von Leisnig; * 6 ноември 1496; † 13 март 1531) е бургграф на замък Лайзниг в Саксония.
Той е син на последния бургграф Хуго фон Лайзниг (1465 – 1538), господар на Пениг, и първата му съпруга Доротея Шенк фон Ландсберг († 2 септември 1532), дъщеря на Ото Шенк фон Ландсберг († 1495/1499) и Амабилия фон Биберщайн-Зорау (1452 – 1507). Внук е на бургграф и граф Георг II фон Лайзниг (1436 – 1474/1476) и Йохана фон Колдиц, наследничка на Билин в Бохемия († 1513). Правнук е на бургграф Ото II фон Лайзниг, господар на Пениг-Роксбург († ок. 1454) и графиня Маргарета фон Шварцбург-Ваксенбург († 1485/1490). Фамилията живее в Пениг.
Сестра му Амалия фон Лайзниг (1508 – 1560), наследничка на Пениг, е омъжена 1526 г. за фрайхер Ернст II фон Шьонбург-Валденбург (1486 – 1534) и втори път на 26 февруари 1536 г. за граф Филип II фон Мансфелд-Фордерорт-Борнщет (1502 – 1546), който е брат на съпругата му Агнес фон Мансфелд-Фордерорт.

## Фамилия
Георг III фон Лайзниг се жени за Агнес фон Мансфелд-Фордерорт (* 18 декември 1504; † 1570), дъщеря на граф Ернст II фон Мансфелд-Фордерорт (1479 – 1531) и Барбара фон Кверфурт († 1511), дъщеря на Бруно IX фон Кверфурт († 1495) и Бригита фон Щолберг (1468 – 1518). Бракът е бездетен.